# Sainte-Marie (Guadeloupe)
Pour les articles homonymes, voir Sainte-Marie.
Sainte-Marie (en créole Sentmari) est un lieu-dit de la commune de Capesterre-Belle-Eau en Guadeloupe. Le hameau compte en 1999 3 144 habitants.

## Histoire
Le 4 novembre 1493, Sainte-Marie serait l'un des lieux possible, au niveau de l'embouchure de la rivière de Sainte-Marie, du deuxième débarquement de Christophe Colomb en Guadeloupe, au lendemain du premier effectué un peu plus au sud à l'embouchure de la rivière du Grand Carbet. Le village tire son nom de l'un des navires de l'explorateur, la Santa María.

## Société et services publics
Le village dispose d'une mairie annexe, d'un bureau de La Poste et d'une école maternelle.

## Lieux et monuments
- Le buste de Christophe Colomb fut érigé, près de l'embouchure de la rivière de Sainte-Marie, le 4 novembre 1916 à l'initiative du gouverneur Émile Merwart et sous la bénédiction de l'évêque Pierre-Louis Genoud[3].
- Distillerie Espérance qui fonctionne encore à la vapeur, chauffée avec la bagasse, résidus sec de la canne à sucre, produit le rhum Longueteau et le rhum Karukera.

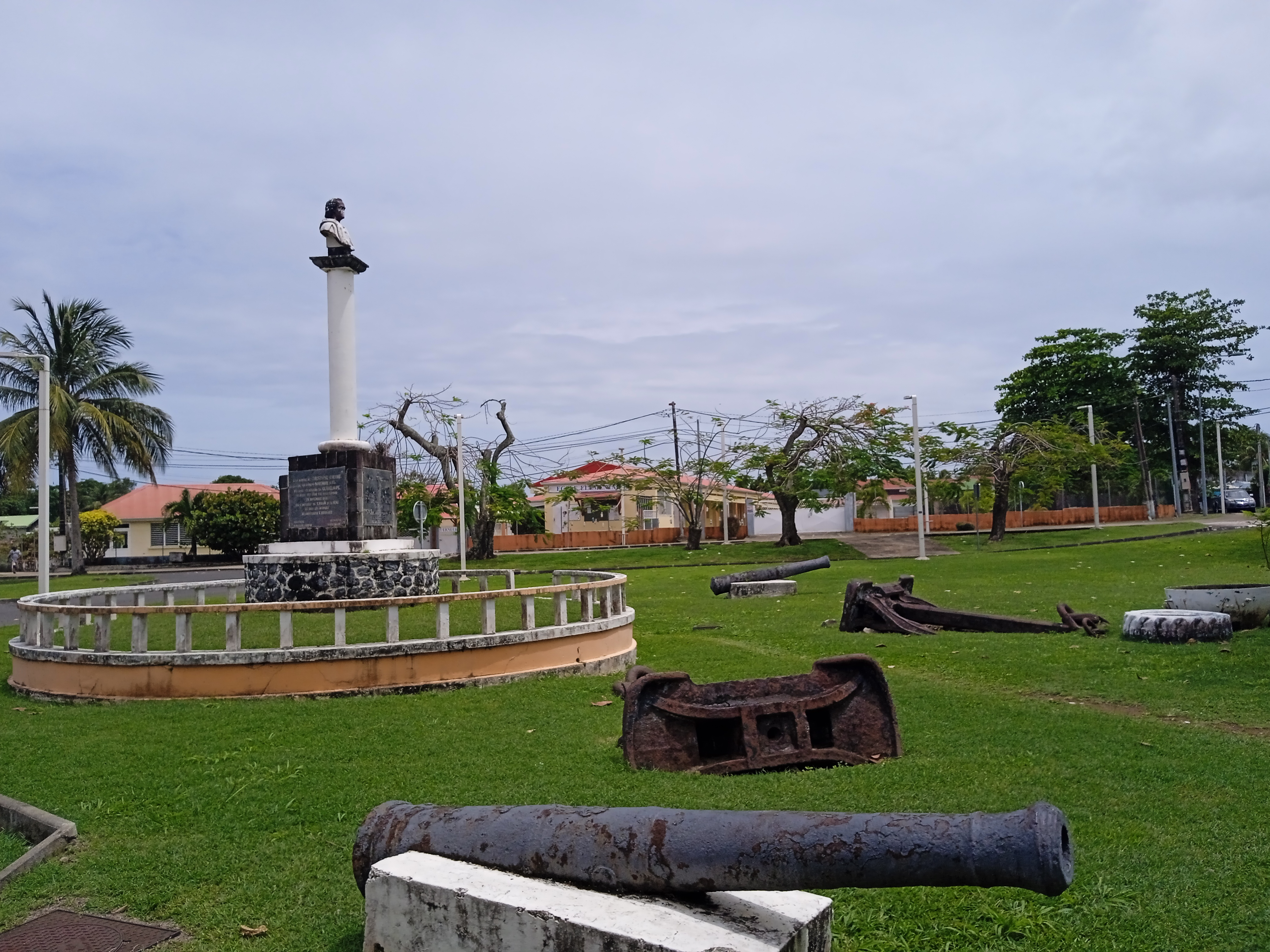
Statue de Christophe Colomb à Sainte-Marie.
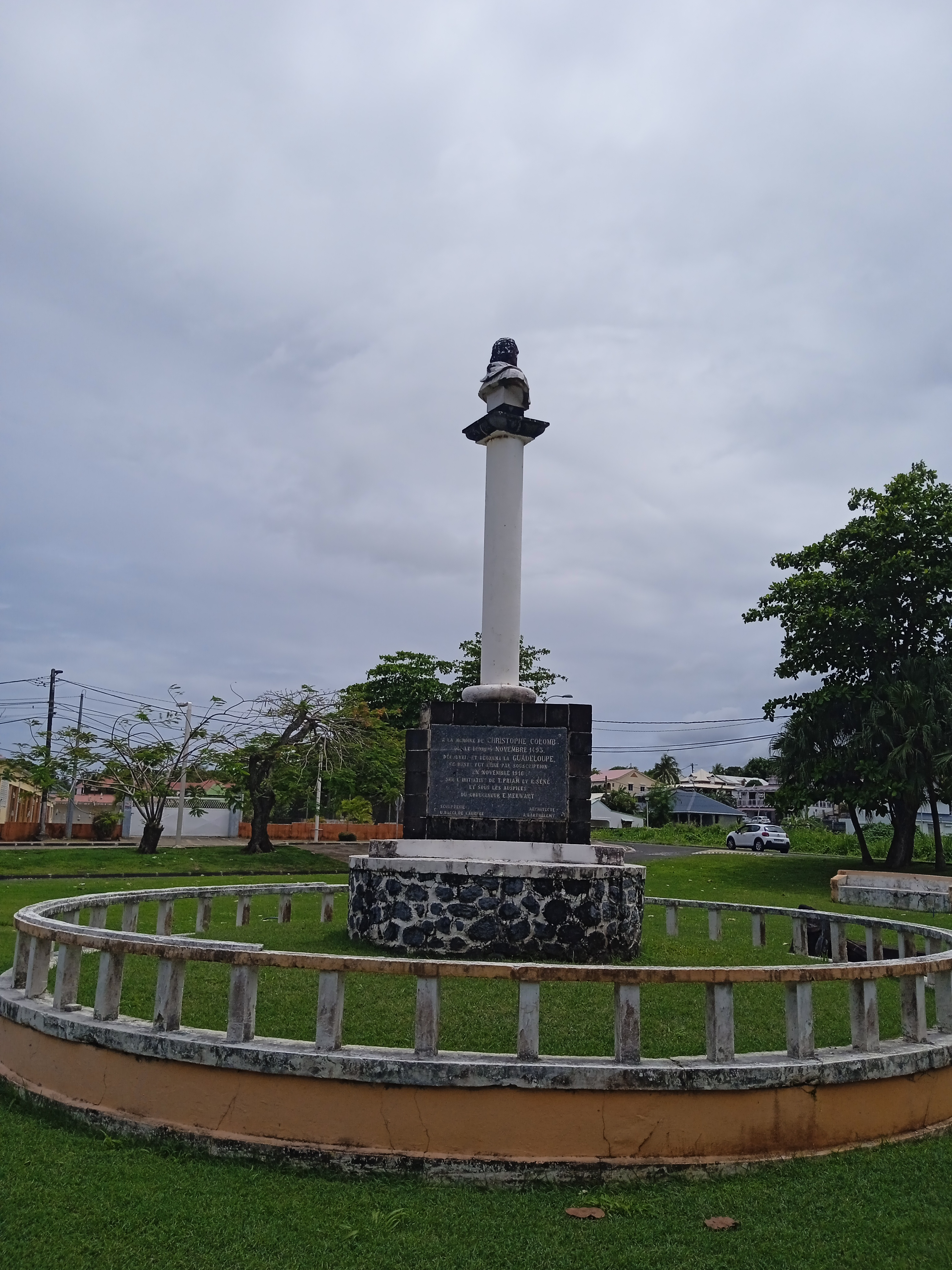
Statue de Christophe Colomb, vue de côté.
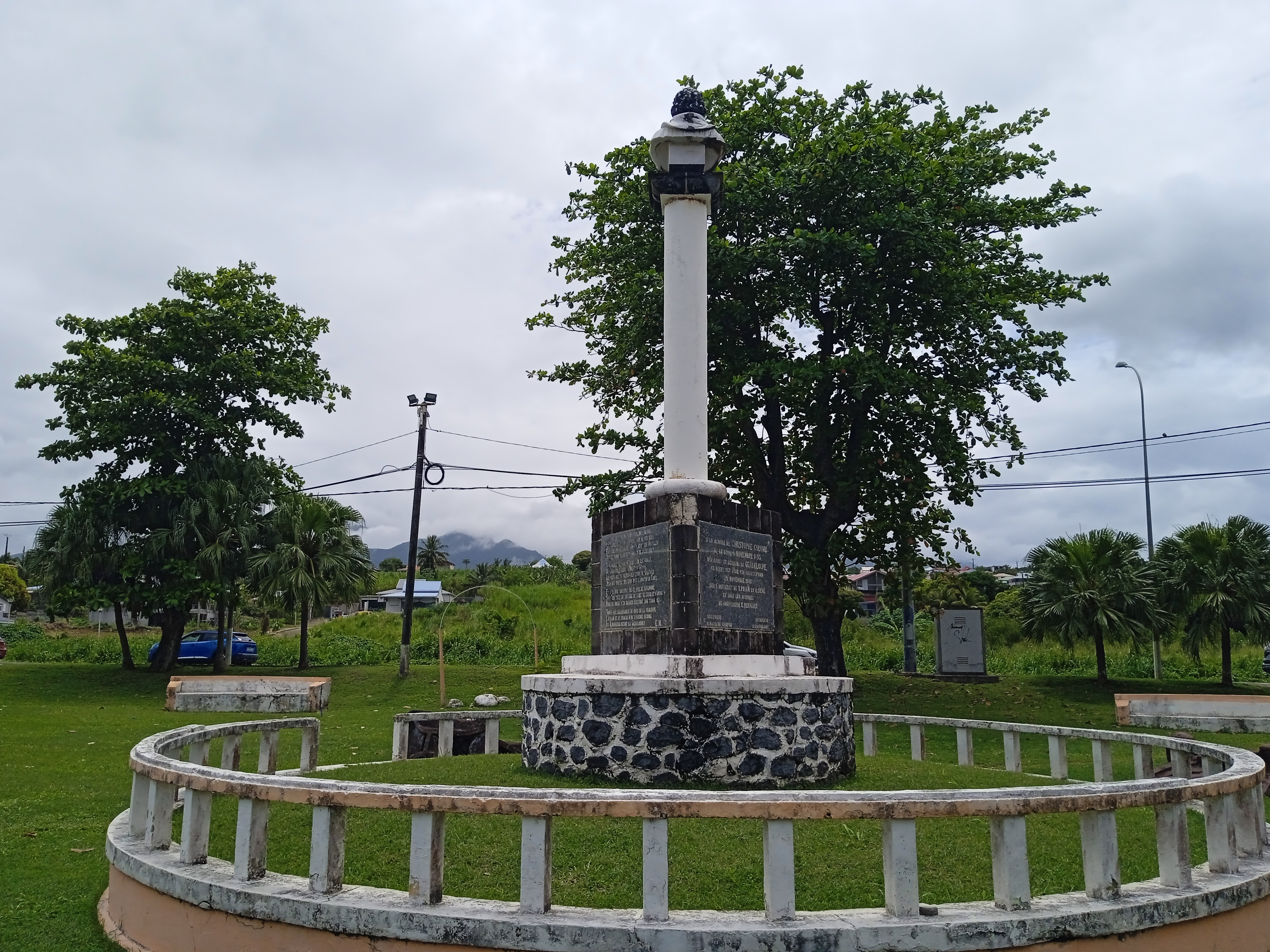
Statue de Christophe Colomb, vue de dos.